# Paul Rusesabagina
Paul Rusesabagina (15 de juny de 1954, Kigali, Ruanda) era l'assistent de direcció de l'Hôtel des Mille Collines, i amb anterioritat gerent del Hôtel des Diplomates, tots dos situats a Kigali (Ruanda). En 1994, durant el genocidi de Ruanda, Rusesabagina va utilitzar la seva influència i contactes com a gerent provisional de l'Hôtel des Mille Collines per protegir a unes 1.268 persones, entre tutsis i hutus moderats, de les massacres perpetrades per les milícies interahamwe. Posteriorment Rusesabagina va aconseguir la fama mundial quan les seves accions van ser relatades en la pel·lícula Hotel Rwanda (2004), en què va ser retratat per l'actor estatunidenc Don Cheadle. Té cases a Brussel·les, Bèlgica i San Antonio (Texas). Rusesabagina va fundar l'Hotel Rwanda Rusesabagina Foundation per lluitar pels drets humans globals. L'any 2020 va ser detingut acusat de terrorisme.

## Biografia
Rusesabagina era un dels nou fills nascuts d'un pare hutu i mare tutsi a Murama (Ruanda). Els pares de Rusesabagina el van enviar a l'escola en una ciutat propera a Gitwe per l'Església Adventista del Setè Dia. A 13 anys parlava fluidament anglès i francès. Es va casar amb la seva primera esposa, Esther Sembeba, el 8 de setembre de 1967. Al final de la seva adolescència, Rusesabagina havia decidit convertir-se en ministre. Ell i la seva esposa es van traslladar a Camerun, on va estudiar al seminari.
Al desembre de 1978, ell, la seva esposa i dos fills es van traslladar a Kigali. Mentre estava allí, un amic d'infància, Isaac Mulihano, va convidar Rusesabagina a demanar una obertura per treballar al Mille Collines. Se li va oferir un càrrec i posteriorment va ser enviat a Suïssa i a Brussel·les per estudiar gestió hotelera. A causa de la distància i el seu compromís amb el treball, ell i Esther es van separar legalment el 1981. Rusesabagina va rebre la custòdia total dels seus tres fills: Diane, Lys i Roger.
El 1987, va ser convidat a unes noces on va conèixer Tatiana, dama d'honor i infermera tutsi a Ruhengeri. Rusesabagina va subornar a un client freqüent de la Mille Collines, ministre de Salut, per traslladar Tatiana a una feina a l'Hospital Central de Kigali. Tatiana i Paul es van casar dos anys més tard i va adoptar els seus fills. Més tard van tenir un fill, Trésor.
El 1992 Paul Rusesabagina va ser ascendit a director general adjunt de l'Hôtel Diplomates Hotel, afiliat al Mille Collines.

## El genocidi ruandès
A Rwanda, mentre Paul rebia educació a Nairobi, Suïssa i Brussel·les, el govern del president hutu Juvénal Habyarimana es va enfrontar a la pressió d'una força rebel dirigida per tutsis que intentaven expulsar-lo del poder. Es van comprar matxets, es van portar a la capital i se'ls va lliurar a l'Interahamwe; mentre els tutsis estaven sent discriminats, un rumor provocat per una estació de ràdio RTLM va explicar que els tutsis volien matar a tots els hutus.
El 6 d'abril de 1994, l'avió del president Habyarimana va ser derrocat per míssils terra a aire a mesura que s'apropava a l'aeroport de Kigali per aterrar. A bord de l'avió amb Habyarimana hi havia el president de Burundi Cyprien Ntaryamira, el cap d'estat major de l'exèrcit ruandès Déogratias Nsabimana i el coronel Elie Sagatwa, cap de seguretat presidencial. Els escombres van aterrar al jardí del palau presidencial i tots els que anaven a bord van morir. El genocidi ruandès va començar el 6 d'abril de 1994. El 7 d'abril de 1994, la Guàrdia Presidencial va assassinar la primera ministra Agathe Uwilingiyimana juntament amb molts altres ministres, principalment els de partits polítics diferents dels de l'assassinat Habyarimana i aquells que es va projectar per jugar papers importants en el govern de transició que s'havia planejat que s'instal·lés el 8 d'abril. També van morir deu cascs blaus belgues de l'ONU. Interahamwe va caçar tutsis i va començar a matar-los a l'inici del genocidi. Tot i que Rusesabagina era hHutu (el seu pare era hutu i la seva mare tutsi), la seva esposa Tatiana era tutsi i els seus fills es consideraven mixtes. A causa d'això, no va poder escapar de la zona de guerra amb la seva família.
Quan va esclatar la violència, Rusesabagina va portar la seva família a l'Hôtel des Mille Collines per la seva seguretat. A mesura que van marxar els altres administradors, Rusesabagina va trucar als propietaris corporatius de l'hotel, Sabena, i va aconseguir una carta que el nomenava director general en funcions del Mille Collines.
Quan una milícia hutu assassina va amenaçar d'entrar al Mille Collines, Rusesabagina va assegurar que la seva esposa i fills van fugir amb seguretat en un camió després dels bloquejos de la milícia. El camió els va portar a l'Aeroport Internacional de Kigali per poder fugir a un altre país. Va romandre a l'hotel per atendre als refugiats. Tatiana i els seus fills eren buscats al comboi per missatges de ràdio i van tornar a l'hotel després d'haver estat atacats.
La família de Tatiana es va enfrontar a una tragèdia extrema. La seva mare, el seu germà i la seva cunyada, i quatre nebodes i nebots van morir en el genocidi. El seu pare va pagar a la milícia hutu perquè fos executat perquè no morís d'una mort més dolorosa:
| «                                                    | Tots sabíem que moriríem, no hi ha dubte. L'única pregunta era com. Ens tallarien a trossos? Amb llurs matxets ens tallarien la mà esquerra. Després desapareixerien i tornarien a aparèixer unes hores més tard per tallar-nos la mà dreta. Una mica més tard tornarien per la cama esquerra, etc. Continuarien fins que moríssim. Volien fer-nos patir el màxim temps possible. Hi havia una alternativa: es podria pagar als soldats perquè només et disparessin. Això és el que va fer el seu pare [de Tatiana]. | » |
| — Paul Rusesabagina in Humo, nr. 3365, March 1, 2005 | |   |

L'Interahamwe va deixar gairebé un milió de cadàvers darrere. Els rebels tutsis van empènyer la milícia hutu a la República Democràtica del Congo el juliol de 1994, després que més de la meitat dels tutsis a Ruanda havien estat assassinats. Rusesabagina va prendre orfes del campament després de les línies rebels tutsi amb ell a Tanzània, per mantenir-los fora de perill i lluny de Ruanda. Al final de la massacre, quatre dels seus vuit germans eren vius. Comenta en la seva autobiografia que "per a una família ruandesa, això és un resultat relativament afortunat".
Rusesabagina, la seva esposa i fills, i els refugiats van aconseguir escapar finalment a Tanzània, gràcies al Front Patriòtic Ruandès. Després de romandre a Ruanda durant dos anys més, Rusesabagina va demanar asil a Bèlgica i es va traslladar a Brussel·les amb la seva dona, fills i les seves dues nebodes adoptades el 1996 després de rebre amenaces creïbles sobre la seva vida. Quan van tornar a rebre amenaces, es van establir a Texas, tot i que encara mantenien la seva llar a Bèlgica.

## Premis rebuts
- 2000 – Premi per la Humanitat Immortal Chaplains.
- 2005 – Medalla Wallenberg de la Universitat de Michigan
- 2005 - Premi Llibertat del Museu Nacional dels Drets Civils
- 2005 - Medalla presidencial de la llibertat
- 2007 - Doctorat Honorari de Dret per la Universitat de Guelph
- 2008 - Titulació honorífica del Col·legi Gustavus Adolphus
- 2009 - Llicenciatura honorífica de la Universitat Loyola de Chicago, en la licitació d'Arts
- 2011 - Premi de Drets Humans Tom Lantos de la Fundació Lantos pels Drets Humans i la Justícia

## Controvèrsia
Alguns dels que van sobreviure al genocidi de 1994 a l'Hôtel des Mille Collines, inclòs Edouard Kayihura, advocat i ex fiscal dels acusats de genocidi a Ruanda, i Odette Nyiramilimo, un metge ruandès que més tard es va convertir en senador i ministre del govern de Ruanda, qüestionen els esforços humanitaris de Rusesabagina. En una carta dirigida a Terry George, el director de la pel·lícula Hotel Rwanda, Odette va escriure que "la gent agraeix [Rusesabagina] sobre com s'ocupava dels orfes a l'hotel, i ell està d'acord! Terry, mai no hi ha hagut orfes! Algunes persones fins i tot em criden o envien missatges agradables, donant-me les gràcies per haver estat cuidant els orfes en aquest tràgic període. Per descomptat, explico que no va passar així, però ha passat possiblement en un altre lloc." El llibre de Kayihura Inside the Hotel Rwanda: The Surprising True Story and Why It Matters Today (Benbella Books, 2014) il·lustra les declaracions en conflicte realitzades pel mateix Rusesabagina des del genocidi de 1994, com es va encarregar de menjar i beure per les persones durant el genocidi i va amenaçar amb expulsar a Christophe Shamukiga, ocupant de l'Hôtel des Mille Collines, per distribuir refrescs, aigua bullida i galetes a altres clients de l'hotel trobats en un amagatall del soterrani sense pagant per ells. Rusesabagina va negar aquestes acusacions.
Rusesabagina també ha afirmat que els assassinats comesos pels rebels del FPR durant el conflicte van constituir un genocidi. L'historiador Gérard Prunier accepta que el FPR va cometre "crims horribles", però rebutja la noció d'un "doble genocidi", que argumenta que "no superaria una investigació seriosa". El 31 d'agost de 2020 va ser detingut a Ruanda acusat de terrorisme, incloent incendis, segrest i assassinats de civils en territori ruandès a través del Moviment Ruandès pel Canvi Democràtic (MRCD). El setembre de 2021, Paul Rusesabagina va ser condemnat per terrorisme, la fiscalia li va demanar per tota la vida.